# 1966年4月中共中央政治局常委扩大会议
1966年4月中共中央政治局常委扩大会议，又称四月杭州会议，是指1966年4月16日至24日，在杭州召开的中共中央政治局常委扩大会议。中国共产党中央委员会主席毛泽东主持这次会议，重点批评了中共中央宣传部、中共北京市委和文化革命五人小组。

## 概述
1966年3月28日至30日，康生在上海向毛泽东告文化革命五人小组组长彭真的状，说彭真查问发表姚文元《评新编历史剧<海瑞罢官>》一文，为何不同中共中央宣传部打招呼，是整到主席头上了。毛泽东严厉地批评了中共中央宣传部、中共北京市委和文化革命五人小组。会议以批判彭真为主，同时还讨论了撤销“二月提纲”和文化革命五人小组，重新设立中央文化革命小组等问题。